# Гетто в Лахве
Гетто в Ла́хве (1 апреля — 3 сентября 1942) — еврейское гетто, место принудительного переселения евреев деревни Лахва Лунинецкого района Брестской области и близлежащих населённых пунктов в процессе преследования и уничтожения евреев во время оккупации территории Белоруссии войсками нацистской Германии в период Второй мировой войны.

## Оккупация Лахвы и создание гетто
В 1939 году в Лахву прибыло большое число еврейских беженцев из Польши.
5 июля 1941 года местечко было оставлено советской администрацией, и несколько дней в штетле царил хаос.
Лахва была захвачена немецкими войсками 8 июля 1941 года, и нацистская оккупация продлилась 3 года — до 9 июля 1944 года.
Нацисты вынудили евреев создать юденрат во главе с Берлом Лопатиным. Юденрат находился в доме Залмана Хейфеца на улице Школьной.

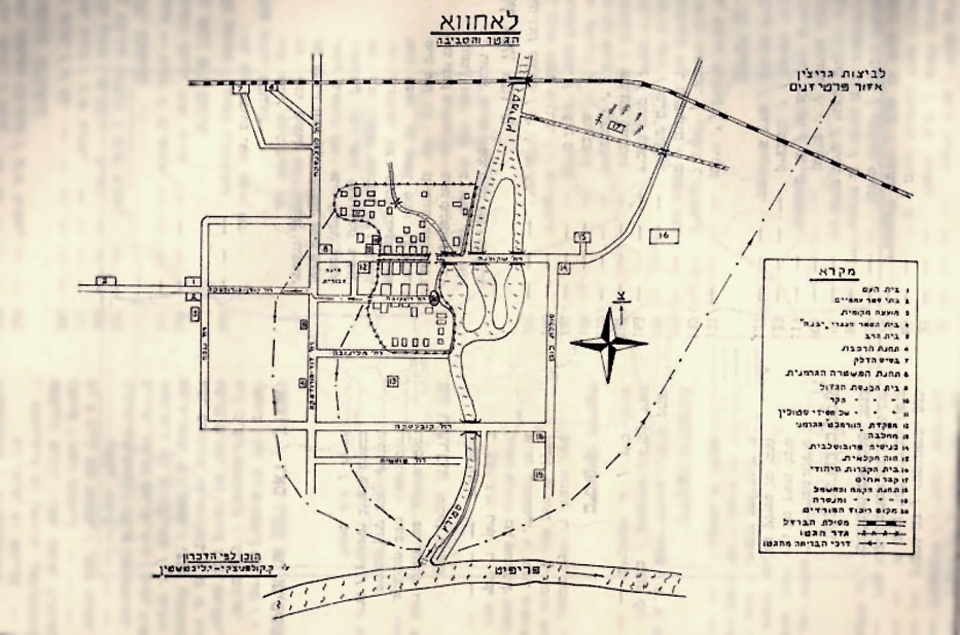
Карта гетто в Лахве и прилегающей территории

После оккупации в Лахве сразу же началось преследование евреев. Евреи под угрозой расстрела должны были носить белые повязки с шестиконечной звездой на левой руке, им запрещалось ходить по тротуару и множество других вещей. Затем повязки приказали заменить на жёлтые латы, которые евреи должны были носить на левой стороне груди и на правой стороне спины.
В первые же дни оккупации немцы создали подразделение местной волостной полиции. Бургомистром Лахвы был назначен Алексей Гречко, и этот постоянно пьяный садист с наслаждением издевался над людьми. Полицаи безнаказанно грабили еврейское имущество, в первую очередь домашний скот.
Немцы очень серьёзно относились к возможности еврейского сопротивления, и поэтому в первую очередь убивали в гетто или ещё до его создания евреев-мужчин в возрасте от 15 до 50 лет — несмотря на экономическую нецелесообразность, так как это были самые трудоспособные узники. По этой причине в начале августа 1941 года немцы запланировали убить в Лахве евреев-мужчин. Мужчин в возрасте от 14 до 65 лет согнали и продержали построенными в четыре шеренги около 10 часов, после чего разрешили разойтись. Имеются сведения, что «акция» (таким эвфемизмом гитлеровцы называли организованные ими массовые убийства) была отменена благодаря действиям Лопатина, который передал эсэсовскому офицеру собранное у узников золото и убедил его в перспективе использования мужчин-евреев на различных работах.
Евреев использовали на тяжёлых принудительных работах по ремонту дорог, железнодорожных путей и взорванных мостов. Рабочий день длился до 12 часов при суточной норме питания 200 граммов хлеба.
Евреи меняли вещи на хлеб, муку, картошку, но вещи для обмена быстро закончились, и евреи стали голодать.
Нацисты и их сообщники всячески мешали исполнению еврейских традиций и беспрерывно терроризировали евреев. За малейшее «нарушение» и задержку исполнения приказов евреев беспощадно избивали. Однажды немцы заставили старых евреев мыть в речке лошадей, при этом они отрезали старикам бороды и хохотали от удовольствия. Часто немцы запрягали евреев в вагонетки и, подгоняя кнутами, использовали людей вместо лошадей.
В марте 1942 года в Лахву переселили около 40 евреев из близлежащих деревень, в том числе из Синкевичей, для чего в еврейских домах соорудили двухэтажные нары, — и к мучениям от каторжной работы, голода и холода прибавилась невыносимая теснота. Из-за этого среди евреев резко возросла смертность.
Реализуя нацистскую программу уничтожения евреев, немцы создавали гетто почти во всех городах и населённых пунктах Беларуси, где проживало еврейское население. Так и в Лахве 1 апреля 1942 года евреев перегнали в закрытое гетто. При переезде евреям позволили взять минимум постельного белья, одежды и продовольствия.

## Условия в гетто
В гетто, находящемся в центре деревни, разместили более 2000 человек в 40—50 домах, а территорию огородили забором с колючей проволокой. В каждой комнате ютились по 3—4 семьи.
Еды в гетто практически не было, люди опухали от голода и умирали.
За побег расстрел грозил не только семье узника, но и другим обитателям гетто. Расстреливали и за выход из гетто без специального разрешения.
Узников гетто использовали на принудительных работах, часто на ручной погрузке брёвен в Синкевичах.
Немцы и полицаи ежедневно издевались над евреями и убивали их. Кроме умерших от побоев и от невыносимых условий жизни, с июля 1941 года до 3 сентября 1942 года в Лахве были расстреляны 197 евреев.

## Сопротивление и восстание в гетто

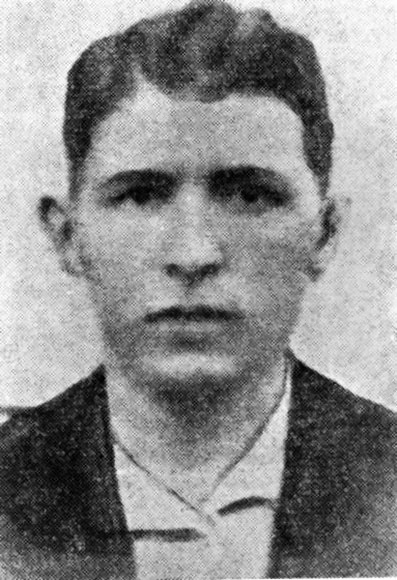
Ицхак Рохчин, один из руководителей подполья и восстания

Евреи-подпольщики Западной Белоруссии и Литвы (Виленский край) готовили восстания не менее чем в 30 гетто, и почти в половине из них состоялись вооруженные выступления. Наиболее известные из них прошли летом и осенью 1942 года в гетто Мира, Лахвы, Кобрина и Новогрудка.
В гетто Лахвы действовало несколько подпольных групп под руководством Ицхока (Ицхака) Рохчина, Ошера Хейфеца, Мойше-Лейбы Хейфеца, Довида Файнберга и Арона Ушмана, представлявших широкий политический спектр — сионисты, бундовцы, коммунисты.
В группу Ицхака Рохчина, который до 1939 года был активистом организации «Бейтар», входила по-боевому настроенная молодежь, в том числе Ошер Хейфец, Моше-Лейбе Хейфец, Давид Файнберг, Мовша Колпаницкий.
Подпольщики сотрудничали с юденратом и еврейской полицией, некоторые участники подполья сами были членами еврейской полиции, а юденрат выделял деньги на закупки оружия. Огнестрельного оружия узники добыть не смогли, поэтому собирали топоры, ножи и железные прутья.
2 сентября 1942 года в гетто стало известно, что рядом с еврейским кладбищем на территории Лахвовского рыбхоза возле железной дороги Лахва — Микашевичи приготовлены расстрельные ямы, которые были выкопаны насильно пригоняемыми туда по ночам местными крестьянами.
Для проведения уничтожения гетто по приказу нацистов комендант волостной полиции Иван Бабчёнок собрал весь отряд своих коллаборационистов в Лахве, куда также прибыли полицаи из Мокран и Кожан-Городка. Из Лунинца в Лахву приехали три грузовика с вооруженными немцами.
Председатель юденрата Лопатин обратился к немецкому руководству с просьбой пощадить гетто и получил ответ, что если он поможет провести уничтожение гетто, то его и ещё 30 специалистов оставят в живых. Лопатин сообщил об этом узникам и призвал евреев к сопротивлению.
В ночь со 2 на 3 сентября 1942 года силы сопротивления в гетто разработали план действий. Они наметили поджечь дома бутылками с зажигательной смесью, воспользоваться возникшим хаосом, с помощью холодного оружия прорвать оцепление карателей и убежать в лес. Члены подполья и узники гетто понимали, что шансов выжить при этом почти нет, но надеялись, что хотя бы несколько человек смогут спастись.
В 9 часов утра 3 сентября 1942 года в местечко прибыл пинский отряд СД численностью 50 человек для уничтожения гетто во главе с начальником службы СД города Пинска Рапсом. Это были каратели, уже убившие евреев Кожан-Городка. В оцеплении гетто в Лахве и места убийства стояли 10-я рота 3-го батальона полиции; 9-й взвод 3-й роты 15-го полицейского батальона из 35 человек; взвод 69-го батальона (организации ТОДТ) из 40 человек; отряд 2-й роты 306-го батальона полиции — более 300 человек, а также кавалерийский эскадрон из 160 человек.
Евреев выгнали из домов, и жандармы с полицаями попытались вывести колонны узников к заранее выкопанной яме. Сигналом подпольной группе для начала восстания стал поджог Лопатиным здания юденрата. Вскоре в гетто загорелись дома, и узники напали на немцев и полицейских. Восстание возглавляли И. Рохчин и Б. Лопатин. Улицы гетто стали ареной боя, каратели вели огонь из автоматов и пулемёта по восставшим евреям.
Янкель Абрамович убил топором нациста и забрал его винтовку, Мойше Колпанецкий тоже зарубил топором эсэсовца. Ицхак Рохчин, Вольф Кац, Айзик Кирзнер, Залман Корж, Абрам Крикун, Абрам Левин и Соломон Игельник погибли в бою как герои.
Ицхак Арад, директор израильского Музея Катастрофы и героизма «Яд Вашем» в 1972—1993 годах, в 15 лет бежавший из литовского гетто, в 16 — ставший партизаном в белорусских лесах, а после войны — генералом Армии обороны Израиля, писал: 

«Люди должны знать. Мы не шли на смерть покорно и безропотно. Мы оборонялись как могли. Часто голыми руками и почти всегда без чьей-либо помощи».

## Уничтожение гетто
В пожаре и от пуль карателей в гетто погибло около 800 человек. Были расстреляны и те, кто пытался убежать, и те, кто оставался в гетто.
В живых остались только около 600 женщин, детей и стариков. Их под конвоем пригнали к яме на территории рыбхоза. За 20—30 метров от ямы им приказывали раздеться, затем по 5 человек силой сталкивали в яму, где они должны были лечь на землю. Член пинского отряда СД по фамилии Печ и его подручные полицаи Бальбах и Патик по очереди загоняли и расстреливали обреченных людей из автоматов выстрелами в затылок. К 16 часам дня 3 сентября 1942 года все евреи были убиты.

## Случаи спасения
Благодаря восстанию и массовому бегству в Лахве выжило намного больше евреев, чем в других гетто, — по разным данным, до 1000 узников сумели прорвать оцепление и уйти, из них 500—600 достигли леса. В ближайшие после этого дни 350 человек из сбежавших были схвачены и убиты. Немцы устроили на спасшихся настоящую охоту и назначили за поимку еврея награду для местного населения — два килограмма сахара.
Зимой 1943—1944 годов часть бывших узников гетто Лахвы пережили облавы немцев на партизан. Группе евреев помог местный крестьянин Степанечко, за что его с семьёй зверски убили нацисты.
Всего из лахвинских евреев выжило 120—150 человек, многие из которых затем воевали в партизанских отрядах. Спасся председатель юденрата Лопатин, ставший бойцом партизанского отряда и погибший потом при выполнении боевого задания. Спасся, стал партизаном и тоже погиб в бою идишистский поэт Исаак Слуцкий. В партизанском отряде имени Кирова сражался спасшийся из Лахвы Шая Мильман. В партизанах воевали Иеошуа Лихштейн (Лиор), Борис Долгопятый с Рахмиелом Хейфецом и многие другие.

## Память
После освобождения Лахвы от нацистов комиссия ЧГК исследовала массовое захоронение на территории лахвинского рыбного хозяйства в 50 метрах от проселочной дороги Лахва — хутор Перуново и в 40 метрах от железной дороги Лахва — Микашевичи.
По заключению комиссии, в период Катастрофы с июля 1941 года до 3 сентября 1942 года в Лахве были расстреляны 197 евреев. В братской могиле были обнаружены тела ещё 1946 евреев, в том числе 698 женщин и 724 ребёнка.
В 1963 года в Лунинце судили бывшего карателя из Лахвы Николая Стреченя, который в июле 1941 года добровольно поступил на службу в лахвинскую волостную полицию, а в сентябре 1942 года принимал участие в массовом расстреле евреев Лахвы. В 1971—1973 годах во Франкфурте был осужден каратель пинского отряда СД Печ, расстреливавший узников из гетто Лахвы 3 сентября 1942 года. В 1973 году в Лахве на могиле убитых евреев установлена стела, реконструированная в 1992 году.
Опубликованы неполные списки жертв геноцида евреев в Лахве.
Всего в Лахве установлено 4 памятника узникам Лахвинского гетто и участникам восстания. Ещё один памятник установлен в Израиле в городе Холоне.